# Batin
Batin (trl. bāţin, wewnętrzny, ukryty, ezoteryczny, tajemny) 
– według nauk tradycji bengalskich baulów i sufich, to ezoteryczna doktryna Koranu.
Prorok miał nauczać ją w sposób niejawny, jedynie ją wzmiankować w treści Koranu.
Jako wiedza mistyczna (ma'rifa) tłumaczy działania pobożnych wyznawców, postrzegane w wykładni prawa islamskiego (szariatu) jako niezgodne z nauczaniem Proroka. 
W objaśnieniach Ibn Arabiego, batin uzasadnia tawhid i miłość.
W opozycji do batin jest wiedza egzoteryczna objawienia – zahir.